# 조서강 묘
조서강 묘(趙瑞康 墓)는 인천광역시 서구 석남동에 있는, 조선 초기의 문신인 경은(耕隱) 조서강(?∼1444) 선생의 묘소이다. 1990년 11월 9일 인천광역시의 기념물 제6호로 지정되었다.

## 개요
조선 초기의 문신인 경은(耕隱) 조서강(?∼1444) 선생의 묘소이다.
태종 14년(1414)에 문과에 급제하여 관직에 나간 후 여러 관직을 거쳐 세종 25년(1443)에 이조판서에 이르렀다. 세종 13년(1431)에는『태종실록』편찬에 참여하기도 하였으며, 이조판서 역임후 사직할 것을 청하고 부친 조반의 별장이 있던 가정(佳亭)에 은거하였다.
그가 은거하자 세종은 궁중의 화가를 보내 가정에서의 모습을 그리도록 하였으며, 이후 많은 선비들이 가정을 주제로 시를 지었다. 안평대군은 이를 모아『석호가정별업도』라는 서화집을 만들기도 하였다. 묘역에는 아랫부분에 둘레석을 두른 봉분을 중심으로 조선 초기에 만들어진 묘비와 문인석이 있다.

## 같이 보기
- 조서강

## 참고 문헌
- 조서강 묘 - 국가유산청 국가유산포털